# Cigacice (tow)
Cigacice (tow) – stacja towarowa w Cigacicach na linii kolejowej nr 379 Konotop – Sulechów, w województwie lubuskim w Polsce.